# Quatrième circonscription des Yvelines
La quatrième circonscription des Yvelines est l'une des 12 circonscriptions législatives que compte le département français des Yvelines (78), situé en région Île-de-France.
Elle est représentée à l'Assemblée nationale lors de la XVIe législature de la Cinquième République par Marie Lebec, députée Renaissance. Son suppléant est Denis Bernaert.

## Description géographique et démographique

### De 1958 à 1986
La Cinquième circonscription de Seine-et-Oise, devenue en 1967 la Quatrième circonscription des Yvelines, était composée de :
- Canton de Marly-le-Roi (sauf commune de Rueil-Malmaison)
- Canton de Versailles-Nord
- Canton de Versailles-Ouest (sauf communes rurales).

(réf. Journal officiel du 14-15 octobre 1958)

### À partir de 1988
La quatrième circonscription des Yvelines est située dans le nord-est du département et englobe Carrières sur Seine, Chatou, Croissy sur Seine, Houilles, Louveciennes, Marly-le-Roi et Le Port-Marly.
Elle est entourée par les première, troisième, cinquième et sixième circonscriptions des Yvelines, ainsi que par le département des Hauts-de-Seine.
Elle est composée des trois cantons suivants :
- Canton de Chatou : 38 423 habitants.
- Canton de Houilles : 41 684 habitants.
- Canton de Marly-le-Roi : 28 282 habitants.

D'après les chiffres du recensement de 1999, la circonscription était alors peuplée de 108 427 habitants et la population active était de 53 268 personnes . En 2008, la population était de 115 241 habitants .

Communes et cantons constitutifs de la 4e circonscription.

## Description politique
En 1969, le jeune Michel Rocard, candidat PSU à l'élection présidentielle quelques semaines plus tôt, se présente dans cette circonscription et bat le premier ministre sortant Maurice Couve de Murville. Il perdra ce siège en 1973 avant d'être réélu en 1978 dans la septième circonscription des Yvelines.

## Députés de la4ecirconscriptiondes Yvelines au cours de laVeRépublique
| Législature | Début de mandat | Fin de mandat     | Député             | Parti politique | Observations |
| ----------- | --------------- | ----------------- | ------------------ | --------------- | --- |
| IIIe        | 3 avril 1967    | 30 mai 1968       | Pierre Clostermann | UNR             | Pierre Clostermann: Compagnon de la Libération (1946), Commandeur dans l'Ordre national de la Légion d'honneur (1946) Mandat écourté à la suite d'une dissolution parlementaire décidée par Charles de Gaulle.                                                                      |
| IVe         | 11 juillet 1968 | 19 septembre 1969 | Pierre Clostermann | UDR             | Démission de Pierre Clostermann pour « laisser sa place » à l'ancien premier ministre Maurice Couve de Murville (mais celui-ci échoue à se faire élire) Michel Rocard : candidat quelques mois auparavant à la Présidence de la République                                          |
| IVe         | 28 octobre 1969 | 1er avril 1973    | Michel Rocard      | PSU             | Démission de Pierre Clostermann pour « laisser sa place » à l'ancien premier ministre Maurice Couve de Murville (mais celui-ci échoue à se faire élire) Michel Rocard : candidat quelques mois auparavant à la Présidence de la République                                          |
| Ve          | 2 avril 1973    | 2 avril 1978      | Marc Lauriol       | UDR             | Maire de Davron (1977-1983), Conseiller régional d'Île-de-France (1986-1992), Président du groupe RPR au Conseil régional d'Île-de-France (1988-1992), Sénateur des Yvelines (1986-1995)                                                                                            |
| VIe         | 3 avril 1978    | 22 mai 1981       | Marc Lauriol       | RPR             | Maire de Davron (1977-1983), Conseiller régional d'Île-de-France (1986-1992), Président du groupe RPR au Conseil régional d'Île-de-France (1988-1992), Sénateur des Yvelines (1986-1995) Mandat écourté à la suite d'une dissolution parlementaire décidée par François Mitterrand. |
| VIIe        | 2 juillet 1981  | 1er avril 1986    | Marc Lauriol       | RPR             | Maire de Davron (1977-1983), Conseiller régional d'Île-de-France (1986-1992), Président du groupe RPR au Conseil régional d'Île-de-France (1988-1992), Sénateur des Yvelines (1986-1995)                                                                                            |
| VIIIe       | 2 avril 1986    | 14 mai 1988       | Aucun              | Aucun           | Proportionnelle par département, pas de député par circonscription. Mandat écourté à la suite d'une dissolution parlementaire décidée par François Mitterrand. |
| IXe         | 23 juin 1988    | 1er avril 1993    | Pierre Lequiller   | URC-UDF-PR      | Vice-Président du Conseil général des Yvelines (1982-2014), maire de Louveciennes (1985-2001) |
| Xe          | 2 avril 1993    | 21 avril 1997     | Pierre Lequiller   | UPF-UDF         | Vice-Président du Conseil général des Yvelines (1982-2014), maire de Louveciennes (1985-2001) Mandat écourté à la suite d'une dissolution parlementaire décidée par Jacques Chirac.                                                                                                 |
| XIe         | 12 juin 1997    | 18 juin 2002      | Pierre Lequiller   | UDF-PPDF        | Vice-Président du Conseil général des Yvelines (1982-2014), maire de Louveciennes (1985-2001) |
| XIIe        | 19 juin 2002    | 19 juin 2007      | Pierre Lequiller   | UMP             | Vice-Président du Conseil général des Yvelines (1982-2014) |
| XIIIe       | 20 juin 2007    | 19 juin 2012      | Pierre Lequiller   | UMP             | Vice-Président du Conseil général des Yvelines (1982-2014) |
| XIVe        | 20 juin 2012    | 20 juin 2017      | Pierre Lequiller   | LR              | Vice-Président du Conseil général des Yvelines (1982-2014) |
| XVe         | 21 juin 2017    | 21 juin 2022      | Marie Lebec        | LREM            | |
| XVIe        | 22 juin 2022    | 11 janvier 2024   | Marie Lebec        | RE              | Mandat écourté à la suite de sa nomination comme ministre chargée des Relations avec le Parlement. Mandat écourté à la suite d'une dissolution parlementaire décidée par Emmanuel Macron.                                                                                           |
| XVIe        | 12 février 2024 | 9 juin 2024       | Denis Bernaert     | RE              | Mandat écourté à la suite de sa nomination comme ministre chargée des Relations avec le Parlement. Mandat écourté à la suite d'une dissolution parlementaire décidée par Emmanuel Macron.                                                                                           |

## Résultats électoraux

### Élections de 1967
| Candidat       | Candidat               | Parti          | Premier tour | Premier tour | Second tour | Second tour |  |
| Candidat       | Candidat               | Parti          | Voix         | %            | Voix        | %           |  |
| -------------- | ---------------------- | -------------- | ------------ | ------------ | ----------- | ----------- |  |
|                | Pierre Clostermann élu | UD-Ve          | 13 301       | 38,65        | 17 544      | 57,19       |  |
|                | Jean-Paul Sergeant     | PCF            | 7 381        | 21,45        | 13 135      | 42,81       |  |
|                | Paul-Louis Tenaillon   | CD (PDM)       | 6 652        | 19,33        | Retrait     | Retrait     |  |
|                | Michel Rocard          | PSU            | 5 626        | 16,35        | Retrait     | Retrait     |  |
|                | Paul Vaur              | ARLP           | 1 450        | 4,21         |             |             |  |
|                |                        |                |              |              |             |             |  |
| Inscrits       | Inscrits               | Inscrits       | 42 170       | 100,00       | 42 151      | 100,00      |  |
| Abstentions    | Abstentions            | Abstentions    | 7 201        | 17,08        | 9 134       | 21,67       |  |
| Votants        | Votants                | Votants        | 34 969       | 82,92        | 33 017      | 78,33       |  |
| Blancs et nuls | Blancs et nuls         | Blancs et nuls | 559          | 1,6          | 2 338       | 7,08        |  |
| Exprimés       | Exprimés               | Exprimés       | 34 410       | 98,4         | 30 679      | 92,92       |  |

Le suppléant de Pierre Clostermann était François Joron, docteur en médecine.

### Élections de 1968
| Candidat       | Candidat                         | Parti          | Premier tour | Premier tour | Second tour | Second tour |  |
| Candidat       | Candidat                         | Parti          | Voix         | %            | Voix        | %           |  |
| -------------- | -------------------------------- | -------------- | ------------ | ------------ | ----------- | ----------- |  |
|                | Pierre Clostermann sortant réélu | UDR (URP)      | 16 216       | 46,11        | 17 356      | 53,25       |  |
|                | Jean-Paul Sergeant               | PCF            | 6 049        | 17,2         | 9 272       | 28,45       |  |
|                | Pierre Chabaud                   | CD (PDM)       | 5 888        | 16,74        | 5 968       | 18,31       |  |
|                | Michel Rocard                    | PSU            | 4 371        | 12,43        | Retrait     | Retrait     |  |
|                | Jacques Rougeaux                 | CIR (FGDS)     | 1 831        | 5,21         |             |             |  |
|                | Hélène Klainfeld                 | TD             | 810          | 2,3          |             |             |  |
|                |                                  |                |              |              |             |             |  |
| Inscrits       | Inscrits                         | Inscrits       | 43 041       | 100,00       | 43 042      | 100,00      |  |
| Abstentions    | Abstentions                      | Abstentions    | 7 629        | 17,72        | 9 993       | 23,22       |  |
| Votants        | Votants                          | Votants        | 35 412       | 82,28        | 33 049      | 76,78       |  |
| Blancs et nuls | Blancs et nuls                   | Blancs et nuls | 247          | 0,7          | 453         | 1,37        |  |
| Exprimés       | Exprimés                         | Exprimés       | 35 165       | 99,3         | 32 596      | 98,63       |  |

Le suppléant de Pierre Clostermann était le Docteur François Joron, maire adjoint de La Celle-Saint-Cloud.
Pierre Clostermann démissionne le 19 septembre 1969.

### Élection partielle du 19 et 26 octobre 1969
| Candidat | Candidat                  | Parti          | Premier tour | Premier tour | Second tour | Second tour |  |
| Candidat | Candidat                  | Parti          | Voix         | %            | Voix        | %           |  |
| --- | ------------------------- | -------------- | ------------ | ------------ | ----------- | ----------- |  |
| | Maurice Couve de Murville | UDR            | 10 225       | 40,95        | 13 063      | 46,22       |  |
| | Michel Rocard élu         | PSU            | 5 116        | 20,49        | 15 200      | 53,78       |  |
| | Jean Cuguen               | PCF            | 4 998        | 20,02        | Retrait     | Retrait     |  |
| | Pierre Sonneville         | CD             | 3 196        | 12,80        |             |             |  |
| | Camille Brissat           | Divers droite  | 958          | 3,84         |             |             |  |
| | Marcel Debarge            | PS             | 475          | 1,90         |             |             |  |
| |                           |                |              |              |             |             |  |
| Inscrits | Inscrits                  | Inscrits       | 47 186       | 100,00       | 47 186      | 100,00      |  |
| Abstentions | Abstentions               | Abstentions    | 21 733       | 46,06        | 17 933      | 38          |  |
| Votants | Votants                   | Votants        | 25 453       | 53,94        | 29 253      | 62          |  |
| Blancs et nuls | Blancs et nuls            | Blancs et nuls | 485          | 1,91         | 990         | 3,38        |  |
| Exprimés | Exprimés                  | Exprimés       | 24 968       | 98,09        | 28 263      | 96,62       |  |
| Source : France, Ministère de l'intérieur. Les Elections législatives . Métropole., la Documentation française, 1974 (lire en ligne) |                           |                |              |              |             |             |  |

Le suppléant de Michel Rocard était René Crozet, conseiller général du canton de Saint-Nom-la-Bretèche.

### Élections de 1973
| Candidat       | Candidat              | Parti          | Premier tour | Premier tour | Second tour | Second tour |  |
| Candidat       | Candidat              | Parti          | Voix         | %            | Voix        | %           |  |
| -------------- | --------------------- | -------------- | ------------ | ------------ | ----------- | ----------- |  |
|                | Marc Lauriol élu      | UDR (URP)      | 14 460       | 29,15        | 26 275      | 53,84       |  |
|                | Michel Rocard sortant | PSU            | 12 056       | 24,3         | 22 531      | 46,16       |  |
|                | Paul-Louis Tenaillon  | MR             | 11 849       | 23,88        | Retrait     | Retrait     |  |
|                | Antoine Casanova      | PCF            | 8 208        | 16,54        | Retrait     | Retrait     |  |
|                | Alain Robert          | FN             | 1 188        | 2,39         |             |             |  |
|                | Antoine Mathieu       | Divers droite  | 662          | 1,33         |             |             |  |
|                | Louis Pirois          | LO             | 693          | 1,4          |             |             |  |
|                | Arlette Bizet         | Divers droite  | 346          | 0,7          |             |             |  |
|                | M. Herbaut            | Divers droite  | 151          | 0,3          |             |             |  |
|                |                       |                |              |              |             |             |  |
| Inscrits       | Inscrits              | Inscrits       | 60 685       | 100,00       | 60 625      | 100,00      |  |
| Abstentions    | Abstentions           | Abstentions    | 10 378       | 17,1         | 10 080      | 16,63       |  |
| Votants        | Votants               | Votants        | 50 307       | 82,9         | 50 545      | 83,37       |  |
| Blancs et nuls | Blancs et nuls        | Blancs et nuls | 694          | 1,38         | 1 739       | 3,44        |  |
| Exprimés       | Exprimés              | Exprimés       | 49 613       | 98,62        | 48 806      | 96,56       |  |

Le suppléant de Marc Lauriol était François Joron, médecin, maire adjoint de La Celle-Saint-Cloud.

### Élections de 1978
| Candidat       | Candidat                   | Parti                | Premier tour | Premier tour | Second tour | Second tour |  |
| Candidat       | Candidat                   | Parti                | Voix         | %            | Voix        | %           |  |
| -------------- | -------------------------- | -------------------- | ------------ | ------------ | ----------- | ----------- |  |
|                | Marc Lauriol sortant réélu | RPR                  | 19 551       | 30,51        | 38 564      | 60,05       |  |
|                | Jean-Louis Berthet         | UDF (PR)             | 15 284       | 23,85        | Retrait     | Retrait     |  |
|                | Marc Valéry                | PS                   | 15 281       | 23,85        | 25 661      | 39,95       |  |
|                | Serge Depaquit             | PSU (FA)             | 5 442        | 8,49         |             |             |  |
|                | Adeline Corbeau            | Écologie 78          | 5 004        | 7,81         |             |             |  |
|                | Marianne Sala              | Extrême gauche (LO)  | 1 077        | 1,68         |             |             |  |
|                | Françoise Bonnet           | Divers gauche        | 1 073        | 1,67         |             |             |  |
|                | Alain Robert               | Extrême droite (PFN) | 1 014        | 1,58         |             |             |  |
|                | Godefroy Pietreschi        | FN                   | 349          | 0,54         |             |             |  |
|                |                            |                      |              |              |             |             |  |
| Inscrits       | Inscrits                   | Inscrits             | 79 880       | 100,00       | 79 392      | 100,00      |  |
| Abstentions    | Abstentions                | Abstentions          | 15 161       | 18,98        | 13 595      | 17,12       |  |
| Votants        | Votants                    | Votants              | 64 719       | 81,02        | 65 797      | 82,88       |  |
| Blancs et nuls | Blancs et nuls             | Blancs et nuls       | 644          | 1            | 1 572       | 2,39        |  |
| Exprimés       | Exprimés                   | Exprimés             | 64 075       | 99           | 64 225      | 97,61       |  |

Le suppléant de Marc Lauriol était Robert Brame, conseiller régional, conseiller général, maire de Noisy-le-Roi.

### Élections de 1981
|                | Marc Lauriol sortant réélu | RPR (UNM)      | 31 821 | 54,29  |  |  |  |
|                | Bernadette Ragot           | PS             | 16 707 | 28,5   |  |  |  |
|                | Janine Thomas              | PCF            | 4 271  | 7,29   |  |  |  |
|                | Georges Bodu               | MÉP            | 2 470  | 4,21   |  |  |  |
|                | Danièle Sacriste           | MRG            | 1 814  | 3,09   |  |  |  |
|                | Bernard Besançon           | PSU            | 1 533  | 2,62   |  |  |  |
|                | Marc-Erick Jacomella       | PFN            | 2      | 0      |  |  |  |
|                |                            |                |        |        |  |  |  |
| Inscrits       | Inscrits                   | Inscrits       | 83 546 | 100,00 |  |  |  |
| Abstentions    | Abstentions                | Abstentions    | 24 436 | 29,25  |  |  |  |
| Votants        | Votants                    | Votants        | 59 110 | 70,75  |  |  |  |
| Blancs et nuls | Blancs et nuls             | Blancs et nuls | 492    | 0,83   |  |  |  |
| Exprimés       | Exprimés                   | Exprimés       | 58 618 | 99,17  |  |  |  |

Le suppléant de Marc Lauriol était Robert Brame.

### Élections de 1988
| Candidat       | Candidat                 | Parti                | Premier tour | Premier tour | Second tour | Second tour |  |
| Candidat       | Candidat                 | Parti                | Voix         | %            | Voix        | %           |  |
| -------------- | ------------------------ | -------------------- | ------------ | ------------ | ----------- | ----------- |  |
|                | Pierre Lequiller élu     | UDF (PR) (URC)       | 20 564       | 47,96        | 26 968      | 60,07       |  |
|                | Jacqueline Penez         | PS                   | 10 909       | 25,44        | 17 922      | 39,92       |  |
|                | Eugène Seleskovitch      | PCF                  | 4 925        | 11,48        |             |             |  |
|                | Nicolas Tandler          | FN                   | 4 364        | 10,17        |             |             |  |
|                | Jean-François Bianchetti | Divers droite        | 1 101        | 2,56         |             |             |  |
|                | Jean-Henri Ricard        | Divers droite        | 819          | 1,91         |             |             |  |
|                | Odile Perfumo            | Extrême droite (POE) | 188          | 0,43         |             |             |  |
|                |                          |                      |              |              |             |             |  |
| Inscrits       | Inscrits                 | Inscrits             | 67 941       | 100,00       | 67 907      | 100,00      |  |
| Abstentions    | Abstentions              | Abstentions          | 24 512       | 36,08        | 22 211      | 32,71       |  |
| Votants        | Votants                  | Votants              | 43 429       | 63,92        | 45 696      | 67,29       |  |
| Blancs et nuls | Blancs et nuls           | Blancs et nuls       | 559          | 1,29         | 806         | 1,76        |  |
| Exprimés       | Exprimés                 | Exprimés             | 42 870       | 98,71        | 44 890      | 98,24       |  |

Le suppléant de Pierre Lequiller était Alain Mahiet, conseiller général du canton de Houilles, conseiller municipal de Houilles.

### Élections de 1993
|                | Pierre Lequiller sortant réélu | UDF (PR)       | 23 141 | 50,74  |  |  |  |
|                | Denise Mail-Leroux             | PS (ADFP)      | 6 439  | 14,12  |  |  |  |
|                | Hubert Cottin                  | FN             | 5 777  | 12,67  |  |  |  |
|                | Janick Giroux                  | Les Verts (EÉ) | 4 700  | 10,3   |  |  |  |
|                | Eugène Seleskovitch            | PCF            | 3 018  | 6,62   |  |  |  |
|                | Bernard Fehringer              | LT-LNÉ         | 968    | 2,12   |  |  |  |
|                | Dominique Hoel                 | RDRP           | 812    | 1,65   |  |  |  |
|                | Claudette Balleydier           | LO             | 754    | 1,65   |  |  |  |
|                |                                |                |        |        |  |  |  |
| Inscrits       | Inscrits                       | Inscrits       | 67 785 | 100,00 |  |  |  |
| Abstentions    | Abstentions                    | Abstentions    | 20 648 | 30,46  |  |  |  |
| Votants        | Votants                        | Votants        | 47 137 | 69,54  |  |  |  |
| Blancs et nuls | Blancs et nuls                 | Blancs et nuls | 1 528  | 3,24   |  |  |  |
| Exprimés       | Exprimés                       | Exprimés       | 45 609 | 96,76  |  |  |  |

Le suppléant de Pierre Lequiller était Jean-René Bonnet, conseiller général du canton de Chatou, maire de Chatou.

### Élections de 1997
| Candidat       | Candidat                       | Parti          | Premier tour | Premier tour | Second tour | Second tour |  |
| Candidat       | Candidat                       | Parti          | Voix         | %            | Voix        | %           |  |
| -------------- | ------------------------------ | -------------- | ------------ | ------------ | ----------- | ----------- |  |
|                | Pierre Lequiller sortant réélu | UDF (PPDF)     | 18 973       | 43,94        | 27 954      | 62,5        |  |
|                | Jean-Pierre Mottura            | PS             | 9 081        | 21,03        | 16 772      | 37,5        |  |
|                | Hubert Cottin                  | FN             | 5 301        | 12,28        |             |             |  |
|                | Claude Boivin                  | PCF            | 2 521        | 5,84         |             |             |  |
|                | Janick Giroux                  | Les Verts      | 1 934        | 4,48         |             |             |  |
|                | Ghislain De Compreignac        | MPF (LDI)      | 1 665        | 3,86         |             |             |  |
|                | Jean-Louis Ajzenberg           | LO             | 1 058        | 2,45         |             |             |  |
|                | Remy Mojika                    | MÉI            | 955          | 2,21         |             |             |  |
|                | Xavier Jacquey                 | US4J           | 864          | 2            |             |             |  |
|                | Bernard Fehringer              | LT-LNÉ         | 561          | 1,3          |             |             |  |
|                | Yves Foulard                   | IR             | 270          | 0,63         |             |             |  |
|                | Alain Pouplin                  | GÉ             | 0            | 0            |             |             |  |
|                |                                |                |              |              |             |             |  |
| Inscrits       | Inscrits                       | Inscrits       | 67 854       | 100,00       | 67 823      | 100,00      |  |
| Abstentions    | Abstentions                    | Abstentions    | 23 234       | 34,24        | 21 043      | 31,03       |  |
| Votants        | Votants                        | Votants        | 44 620       | 65,76        | 46 780      | 68,97       |  |
| Blancs et nuls | Blancs et nuls                 | Blancs et nuls | 1 437        | 3,22         | 2 054       | 4,39        |  |
| Exprimés       | Exprimés                       | Exprimés       | 43 183       | 96,78        | 44 726      | 95,61       |  |

Le suppléant de Pierre Lequiller était Christian Murez, maire RPR de Chatou, médecin généraliste.

### Élections de 2002
|                | Pierre Lequiller sortant réélu | UMP              | 25 893 | 55,28  |  |  |  |
|                | Olga Fontaine                  | PRG (PS)         | 10 889 | 23,25  |  |  |  |
|                | Françoise Puech                | FN               | 4 030  | 8,6    |  |  |  |
|                | Carlos Lopes                   | Les Verts        | 1 704  | 3,64   |  |  |  |
|                | Éric Prevost                   | PCF              | 974    | 2,08   |  |  |  |
|                | Marie-Luce Nelson              | Pôle républicain | 704    | 1,5    |  |  |  |
|                | Jean-Frédéric Chardon          | MPF              | 579    | 1,24   |  |  |  |
|                | Brigitte Boulier               | LCR              | 431    | 0,92   |  |  |  |
|                | Véronique Cabeau               | MHAN             | 421    | 0,9    |  |  |  |
|                | Odile Bonnivard                | MNR              | 345    | 0,74   |  |  |  |
|                | Jérôme Gagey                   | ND               | 298    | 0,64   |  |  |  |
|                | Jean-Pierre Maurice            | LO               | 242    | 0,52   |  |  |  |
|                | Danielle Cloarec               | PT               | 152    | 0,32   |  |  |  |
|                | Yves Foulard                   | Divers gauche    | 120    | 0,26   |  |  |  |
|                | Fabrice Sanz                   | Divers           | 55     | 0,12   |  |  |  |
|                |                                |                  |        |        |  |  |  |
| Inscrits       | Inscrits                       | Inscrits         | 69 901 | 100,00 |  |  |  |
| Abstentions    | Abstentions                    | Abstentions      | 22 489 | 32,17  |  |  |  |
| Votants        | Votants                        | Votants          | 47 412 | 67,83  |  |  |  |
| Blancs et nuls | Blancs et nuls                 | Blancs et nuls   | 575    | 1,21   |  |  |  |
| Exprimés       | Exprimés                       | Exprimés         | 46 837 | 98,79  |  |  |  |

Le suppléant de Pierre Lequiller était Christian Murez.

### Élections de 2007
|                | Pierre Lequiller sortant réélu | UMP            | 25 473 | 54,34  |  |  |  |
|                | Jacqueline Penez               | PS             | 8 436  | 18     |  |  |  |
|                | Élisabeth Saunier              | UDF–MoDem      | 6 463  | 13,79  |  |  |  |
|                | Carlos Lopes                   | Les Verts      | 2 009  | 4,29   |  |  |  |
|                | Gabrielle De Lestang           | FN             | 1 460  | 3,11   |  |  |  |
|                | Florence Bihet                 | PCF            | 1 082  | 2,31   |  |  |  |
|                | Hélène Olphe-Galliard          | MPF            | 573    | 1,22   |  |  |  |
|                | Jean-Pierre Genestier          | Divers         | 488    | 1,04   |  |  |  |
|                | Jean-Pierre Maurice            | LO             | 299    | 0,85   |  |  |  |
|                | Alice Onorato                  | MNR            | 185    | 0,39   |  |  |  |
|                | Landry Thomazo                 | AL             | 182    | 0,39   |  |  |  |
|                | Jacques Naulot                 | DLR            | 124    | 0,26   |  |  |  |
|                |                                |                |        |        |  |  |  |
| Inscrits       | Inscrits                       | Inscrits       | 75 622 | 100,00 |  |  |  |
| Abstentions    | Abstentions                    | Abstentions    | 28 291 | 37,41  |  |  |  |
| Votants        | Votants                        | Votants        | 47 331 | 62,59  |  |  |  |
| Blancs et nuls | Blancs et nuls                 | Blancs et nuls | 457    | 0,97   |  |  |  |
| Exprimés       | Exprimés                       | Exprimés       | 46 874 | 99,03  |  |  |  |

### Élections de 2012
| Candidat       | Candidat                       | Parti           | Premier tour | Premier tour | Second tour | Second tour |
| Candidat       | Candidat                       | Parti           | Voix         | %            | Voix        | %           |
| -------------- | ------------------------------ | --------------- | ------------ | ------------ | ----------- | ----------- |
|                | Pierre Lequiller sortant réélu | UMP             | 16 417       | 36,00        | 24 472      | 58,07       |
|                | Sandrine Dubos                 | PS              | 13 282       | 29,12        | 17 669      | 41,93       |
|                | Arnaud de Bourrousse           | Divers droite   | 3 812        | 8,36         |             |             |
|                | Liliane Taraud                 | RBM (FN)        | 3 562        | 7,81         |             |             |
|                | Jean-Roger Davin               | Divers droite   | 2 558        | 5,61         |             |             |
|                | José Tomas                     | EÉLV            | 2 065        | 4,53         |             |             |
|                | Florence Bihet                 | FG (PCF) (FASE) | 1 658        | 3,64         |             |             |
|                | Élisabeth Saunier              | CpF (MoDem)     | 1 567        | 3,44         |             |             |
|                | David Dubuis                   | AÉI             | 356          | 0,78         |             |             |
|                | Laurence Hesse                 | LO              | 132          | 0,29         |             |             |
|                | Christophe Bentz               | PCD             | 103          | 0,23         |             |             |
|                | Mathilde Flusin                | S&P             | 94           | 0,21         |             |             |
|                | Anne Moynot                    | PCD             | 1            | 0,00         |             |             |
|                |                                |                 |              |              |             |             |
| Inscrits       | Inscrits                       | Inscrits        | 76 867       | 100,00       | 76 864      | 100,00      |
| Abstentions    | Abstentions                    | Abstentions     | 30 901       | 40,20        | 33 656      | 43,79       |
| Votants        | Votants                        | Votants         | 45 966       | 59,80        | 43 208      | 56,21       |
| Blancs et nuls | Blancs et nuls                 | Blancs et nuls  | 359          | 0,78         | 1 067       | 2,47        |
| Exprimés       | Exprimés                       | Exprimés        | 45 607       | 99,22        | 42 141      | 97,53       |

### Élections de 2017
|                                                                            |                                                                           |                           |                           |                          |                          |
|                                                                            |                                                                           | Premier tour 11 juin 2017 | Premier tour 11 juin 2017 | Second tour 18 juin 2017 | Second tour 18 juin 2017 |
|                                                                            |                                                                           |                           |                           |                          |                          |
|                                                                            |                                                                           | Nombre                    | % des inscrits            | Nombre                   | % des inscrits           |
| Inscrits                                                                   | Inscrits                                                                  | 78 497                    | 100,00                    | 78 497                   | 100,00                   |
| Abstentions                                                                | Abstentions                                                               | 34 253                    | 43,64                     | 40 666                   | 51,81                    |
| Votants                                                                    | Votants                                                                   | 44 244                    | 56,36                     | 37 831                   | 48,19                    |
|                                                                            |                                                                           |                           | % des votants             |                          | % des votants            |
| Bulletins blancs                                                           | Bulletins blancs                                                          | 349                       | 0,79                      | 2 015                    | 5,33                     |
| Bulletins nuls                                                             | Bulletins nuls                                                            | 114                       | 0,26                      | 529                      | 1,40                     |
| Suffrages exprimés                                                         | Suffrages exprimés                                                        | 43 781                    | 98,95                     | 35 287                   | 93,28                    |
|                                                                            |                                                                           |                           |                           |                          |                          |
| Candidat Étiquette politique (partis et alliances)                         | Candidat Étiquette politique (partis et alliances)                        | Voix                      | % des exprimés            | Voix                     | % des exprimés           |
|                                                                            |                                                                           |                           |                           |                          |                          |
|                                                                            | Marie Lebec La République en marche                                       | 20 980                    | 47,92                     | 21 662                   | 61,39                    |
|                                                                            | Ghislain Fournier Les Républicains (Union des démocrates et indépendants) | 9 803                     | 22,39                     | 13 625                   | 38,61                    |
|                                                                            | Faustine Huet La France insoumise                                         | 3 163                     | 7,22                      |                          |                          |
|                                                                            | Marie-Jo Renaudin Front national                                          | 2 334                     | 5,33                      |                          |                          |
|                                                                            | Monika Belala Parti socialiste                                            | 1 828                     | 4,18                      |                          |                          |
|                                                                            | Marie-Françoise Darras Europe Écologie Les Verts                          | 1 739                     | 3,97                      |                          |                          |
|                                                                            | Emmanuel Loevenbruck Divers droite (577-Les Indépendants)                 | 1 216                     | 2,78                      |                          |                          |
|                                                                            | Eléonore Vercken Divers droite (Parti chrétien-démocrate)                 | 579                       | 1,32                      |                          |                          |
|                                                                            | Olivier Megret Parti communiste français                                  | 553                       | 1,26                      |                          |                          |
|                                                                            | Claire Coueignas Debout la France                                         | 421                       | 0,96                      |                          |                          |
|                                                                            | Olivier Boinon Divers gauche (Nouvelle Donne)                             | 353                       | 0,81                      |                          |                          |
|                                                                            | Marc Bellier Divers (Union populaire républicaine)                        | 295                       | 0,67                      |                          |                          |
|                                                                            | Nicolas Taupin Divers                                                     | 294                       | 0,67                      |                          |                          |
|                                                                            | Franck Maurel Lutte ouvrière                                              | 134                       | 0,31                      |                          |                          |
|                                                                            | Aline Samaké Divers (Allons enfants)                                      | 89                        | 0,20                      |                          |                          |
| Source : Ministère de l'Intérieur - Quatrième circonscription des Yvelines |                                                                           |                           |                           |                          |                          |

### Élections de 2022
|                                                    |                                                               |                           |                           |                          |                          |
|                                                    |                                                               | Premier tour 12 juin 2022 | Premier tour 12 juin 2022 | Second tour 19 juin 2022 | Second tour 19 juin 2022 |
|                                                    |                                                               |                           |                           |                          |                          |
|                                                    |                                                               | Nombre                    | % des inscrits            | Nombre                   | % des inscrits           |
| Inscrits                                           | Inscrits                                                      | 80 154                    | 100                       | 80 177                   | 100                      |
| Abstentions                                        | Abstentions                                                   | 36 196                    | 45,16                     | 38 220                   | 47,67                    |
| Votants                                            | Votants                                                       | 43 958                    | 54,84                     | 41 957                   | 52,33                    |
|                                                    |                                                               |                           | % des votants             |                          | % des votants            |
| Bulletins blancs                                   | Bulletins blancs                                              | 576                       | 1,31                      | 1845                     | 4,40                     |
| Bulletins nuls                                     | Bulletins nuls                                                | 144                       | 0,33                      | 702                      | 1,67                     |
| Suffrages exprimés                                 | Suffrages exprimés                                            | 43 238                    | 98,36                     | 39 410                   | 93,93                    |
|                                                    |                                                               |                           |                           |                          |                          |
| Candidat Étiquette politique (partis et alliances) | Candidat Étiquette politique (partis et alliances)            | Voix                      | % des exprimés            | Voix                     | % des exprimés           |
|                                                    |                                                               |                           |                           |                          |                          |
|                                                    | Marie Lebec* Ensemble                                         | 18 308                    | 42,34                     | 25 888                   | 65,69                    |
|                                                    | Céline Bourdon Nouvelle Union populaire écologique et sociale | 10 780                    | 24,93                     | 13 522                   | 34,31                    |
|                                                    | Charles Consigny Les Républicains                             | 5 523                     | 12,77                     |                          |                          |
|                                                    | Sophie Lelandais Rassemblement national                       | 3 739                     | 8,65                      |                          |                          |
|                                                    | Bénédicte Rativet Reconquête                                  | 2 826                     | 6,54                      |                          |                          |
|                                                    | Chloé Richard-Desoubeaux Parti animaliste                     | 1 107                     | 2,56                      |                          |                          |
|                                                    | Céline Zanatta Sans étiquette                                 | 435                       | 1,01                      |                          |                          |
|                                                    | Franck Maurel Lutte ouvrière                                  | 337                       | 0,78                      |                          |                          |
|                                                    | Bruno Caneparo Divers droite                                  | 183                       | 0,42                      |                          |                          |
| * Députée sortante                                 |                                                               |                           |                           |                          |                          |

### Élections de 2024
| Candidat      | Candidat               | Parti et coalition | Nuance        | Premier tour | Premier tour | Second tour | Second tour |
| Candidat      | Candidat               | Parti et coalition | Nuance        | Voix         | %            | Voix        | %           |
| ------------- | ---------------------- | ------------------ | ------------- | ------------ | ------------ | ----------- | ----------- |
|               | Marie Lebec*           | RE (ENS)           | ENS           | 23 932       | 41,24 %      | 28 306      | 50,67 %     |
|               | Céline Bourdon         | LFI (NFP)          | UG            | 15 787       | 27,21 %      | 15 066      | 26,97 %     |
|               | Jean-François Mourtoux | RAD (RN)           | UXD           | 11 599       | 19,99 %      | 12 486      | 22,35 %     |
|               | Anne-Sophie Ho Massat  | LR                 | LR            | 5 383        | 9,28 %       |             |             |
|               | Manon Bardy            | REC                | REC           | 835          | 1,44 %       |             |             |
|               | Franck Maurel          | LO                 | EXG           | 489          | 0,84 %       |             |             |
| Inscrits      | Inscrits               | Inscrits           | Inscrits      | 80 858       | 100 %        | 80 881      | 100 %       |
| Abstention    | Abstention             | Abstention         | Abstention    | 21 729       | 26,87 %      | 23 739      | 29,35 %     |
| Votes valides | Votes valides          | Votes valides      | Votes valides | 58 027       | 71,76 %      | 55 858      | 69,06 %     |
| Votes blancs  | Votes blancs           | Votes blancs       | Votes blancs  | 833          | 1,03 %       | 998         | 1,23 %      |
| Votes nuls    | Votes nuls             | Votes nuls         | Votes nuls    | 269          | 0,33 %       | 286         | 0,35 %      |
| Total         | Total                  | Total              | Total         | 59 129       | 73,13 %      | 57 142      | 72 %        |